# Josep López de Lerma i López
Josep López de Lerma i López (Sant Feliu de Guíxols, 30 de novembre de 1950) és un advocat, professor i polític català, diputat al Congrés dels Diputats per Convergència i Unió.

## Trajectòria
Va estudiar batxillerat a Sant Feliu de Guíxols, va cursar Magisteri a l'Escola Universitària de Girona i va treballar com a professor d'ensenyament bàsic a Palamós, especialitzat en patologies del llenguatge. Anys després, es va llicenciar en Dret per la Universitat Alfonso X el Sabio en Madrid, especialitzant-se en Dret administratiu i Unió Europea. Va ser professor de la Facultat de Ciències Jurídiques de la Universitat Internacional de Catalunya, és soci de la signatura d'advocats Roca Junyent, fundada per Miquel Roca i professor de l'àrea de Dret administratiu de la Universitat de Girona.
En l'àmbit polític, va ser membre de Convergència Democràtica de Catalunya (CDC), formació política coalligada amb Unió Democràtica (UDC) en Convergència i Unió (CiU), va ser diputat al Congrés per primera vegada en 1980, substituint Ramon Sala i Canadell que havia estat escollit en 1979 per la circumscripció de Girona. Després va renovar l'escó en les següents sis convocatòries electorals, ja com a cap de llista de CiU per Girona: 1982, 1986, 1989, 1993, 1996 i 2000. Durant aquest temps —de la I a la VII legislatura (1980-2004)—, va destacar com a vicepresident quart del Congrés entre 1993 i 1996, i tercer entre 1996 i 2004, portaveu del Grup Parlamentari Català durant els dos últims anys del primer mandat de José María Aznar com a president del Govern. Va ser ponent en diferents projectes de llei, entre els quals destaquen el de la reforma de la llei orgànica de Règim Electoral, de Participació, Avaluació i Govern de Centres Docents, de les reformes dels estatuts d'autonomia d'Aragó, Astúries, Illes Balears, Canàries, Cantàbria, Castella i Lleó, Catalunya, Extremadura, La Rioja i Galícia durant el primer govern del Partit Popular (1996-2000), secretari primer de la Diputació Permanent (1996-2004), així com portaveu de la Comissió Constitucional, de la Comissió de Pressupostos i de la Junta de Portaveus. També ha estat regidor a Sant Feliu de Guíxols (1982-1989), adjunt al president de la Diputació de Girona (1979-1980) i Diputat Provincial de Girona.
El 2003 es va retirar de la política activa i el 2007 es va incorporar al bufet d'advocats de Miquel Roca i Junyent. Al maig de 2011 es va donar de baixa de Convergència Democràtica de Catalunya (CDC) i va demanar el vot a l'alcaldia de la ciutat de Girona en les eleccions municipals d'aquest any per a la candidata del Partit dels Socialistes de Catalunya (PSC), Pia Bosch.